# 424 Gracija
424 Gracija (mednarodno ime je 424 Gratia) je asteroid v asteroidnem pasu.

## Odkritje
Asteroid je odkril francoski astronom A. Charlois ( 1864 – 1910) 31. decembra 1896 v Nici. Imenuje se po gracijah iz rimske mitologije.

## Lastnosti
Asteroid Gracija obkroži Sonce v 4,62 letih. Njegova tirnica ima izsrednost 0,110, nagnjena pa je za 8,208° proti ekliptiki. Njegov premer je 87,20 km, okoli svoje osi se zavrti v 19,20 urah .